# Franz Radey von Freydegg

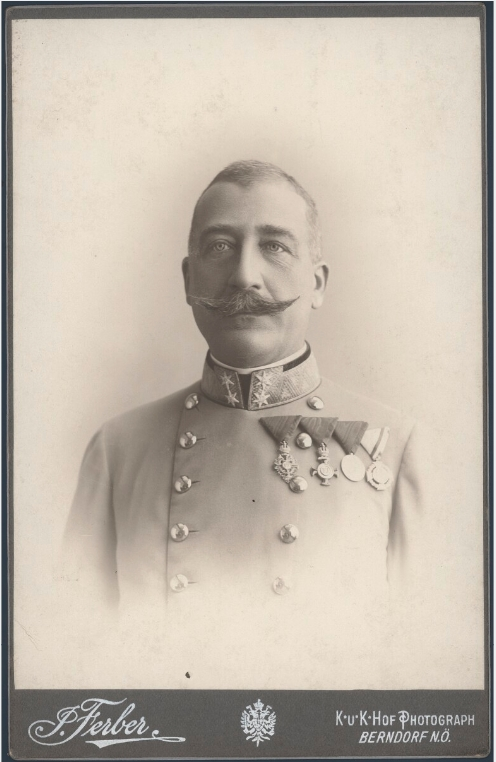
Franz Radey, 1900

Franz Radey von Freydegg, eigentlich Franz Radey (* 2. Februar  1862 in Marburg an der Drau, Untersteiermark; † 30. November 1931 in Innsbruck, Tirol) war ein österreichischer Sanitätsoffizier, zuletzt Generalstabsarzt der k.u.k. Armee.

## Hintergrund
Franz Radey entstammte einer steirischen Familie, deren Angehörige in den österreichischen Adel erhoben wurden. Sein Vater, der Jurist und Landtagsabgeordnete Franz Radey († 1903), erhielt Ende März 1884 das Ritterkreuz zum Franz-Joseph-Orden,  was mit einer Nobilitierung verbunden werden konnte. Erst zwei seiner Söhne wurden nobilitiert: Am 30. Januar 1917 Johann Radey, der den Zusatz von Freydegg wählte, und eben Franz Radey, der am 9. September 1918 als Generalstabsarzt und Sanitätschef des 11. Armeekommandos das Adelsdiplom erhielt und den Zusatz von Freydegg übernahm. Sein anderer Bruder, Konstantin Radey, wurde Konteradmiral.

## Leben
Franz Radey wurde 1882 im Grazer Corps Norica recipiert. Im selben Jahr erhielt er das Band des Corps Montania Leoben. Anfang 1891 erhielt er beim Infanterie-Regiment Nr. 29 seine Beförderung zum Regimentsarzt 2. Klasse.
Im selben Jahr kam er zum k.u.k. Ungarischen Infanterieregiment „Freiherr von Drathschmidt“ Nr. 101 und wurde 1894 zum 53. Ungarischen (kroatischen) Infanterie-Regiment „Dankl“ kommandiert. An der Infanterie-Kadettenschule in Maribor wurde er im November 1894 zum Regimentsarzt 1. Klasse befördert. Am 1. Mai 1901 im Garnisonsspital 2 in Wien zum Stabsarzt befördert, wurde er an das Garnisonsspital 17 in Budapest versetzt. Am 1. Mai 1907 wurde er an der Theresianischen Militärakademie in Wiener Neustadt Oberstabsarzt zweiter Klasse. Im Mai 1916 erfolgte seine Beförderung zum Generalstabsarzt. 1918 war er Kommandant des Garnisonsspitals 10 in Innsbruck.
Freydegg starb nach kurzer, schwerer Krankheit und wurde am 3. Dezember, seinem Namenstag, am Friedhof Wilten beigesetzt.

## Auszeichnungen

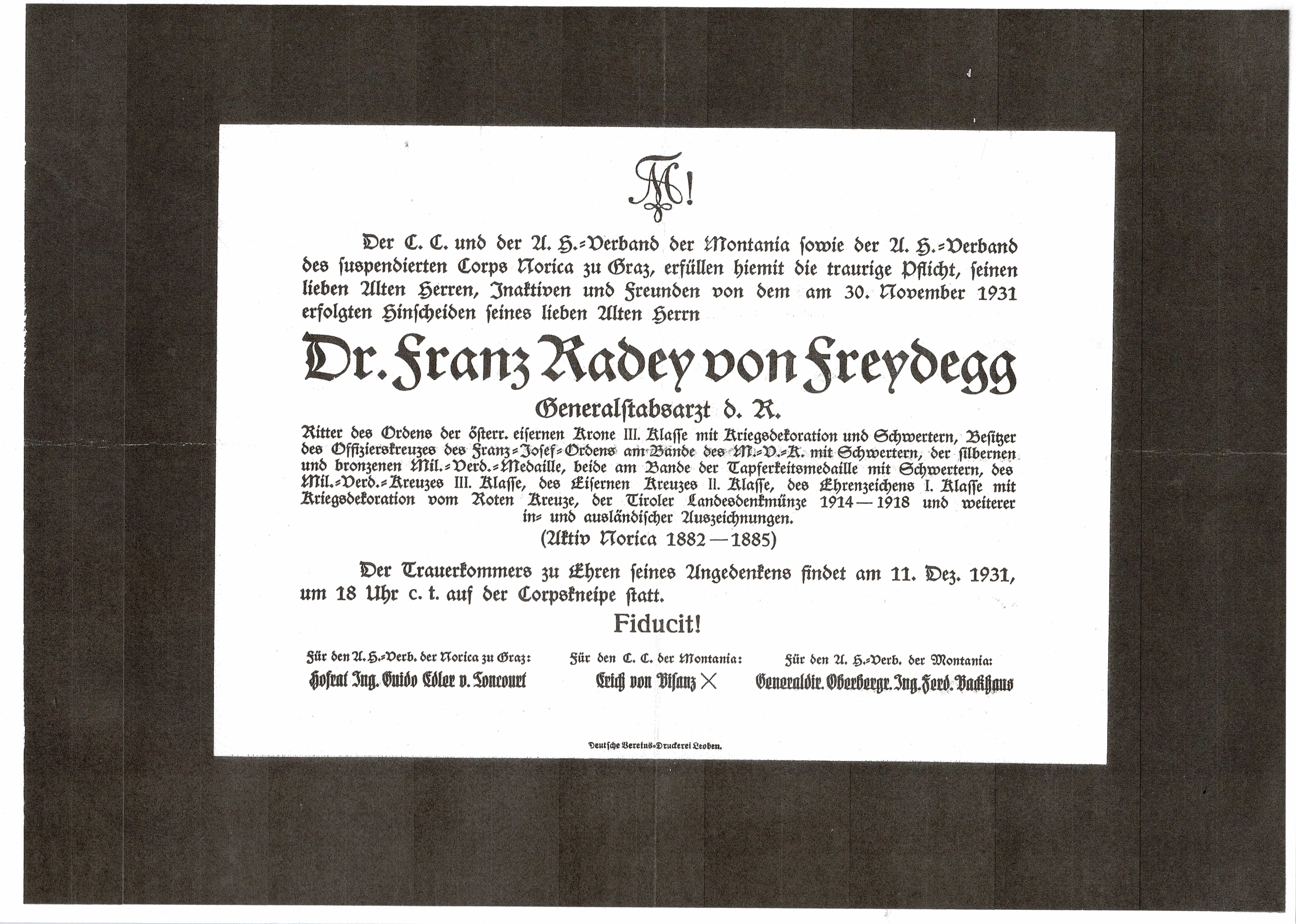
Traueranzeige von Radeys Corps

- Orden der Eisernen Krone (Österreich), Ritter 3. Klasse mit Kriegsdekoration[11]
- Franz-Joseph-Ordens, Offizierskreuz  mit Kriegsdekoration[11]
- Silberne Militär-Verdienstmedaille (Österreich) am Bande des Militärverdienstkreuzes mit Schwertern
- Militärverdienstkreuz (Österreich) 3. Klasse
- Eisernes Kreuz II. Klasse
- Ehrenzeichen für Verdienste um das Rote Kreuz 1. Klasse mit Kriegsdekoration